# 刘伟 (1982年)
刘伟（1982年4月—），安徽巢湖人，教育部长江学者特聘教授，江苏师范大学教授。

## 生平
刘伟教授2002年加入中国共产党。2005年于安徽师范大学获硕士学位。2009年于北京师范大学（德国比勒菲尔德大学联合培养）获博士学位。2013年入职江苏师范大学，2019年任江苏师范大学数学与统计学院院长，2023年任江苏师范大学研究生院院长。

## 学术贡献
主要从事随机分析、随机偏微分方程和随机动力系统研究。主持国家重点研发计划课题、国家自然科学基金优秀青年基金项目等科研项目十余项，发表学术论文50余篇。

## 社会兼职
中国高等教育学会教育数学专业委员会常务理事，中国概率统计学会理事、副秘书长，美国《数学评论》、德国《数学文摘》评论员。

## 奖励与荣誉
- 2010年，获德国WLUG优秀博士论文
- 2014年，获江苏省数学成就奖
- 2016年，获教育部自然科学二等奖（第三完成人）
- 2020年，获江苏省青年科技奖
- 2021年，获江苏省教学成果一等奖（第二完成人）
- 2022年，获江苏省数学杰出成就奖
- 2023年，入选教育部长江学者特聘教授